# Provinciale weg 287
De provinciale weg 287 (N287) is een provinciale weg in de provincie Zeeland. De weg loopt in Walcheren en verbindt de N57 ter hoogte van Serooskerke naar de N288 bij Westkapelle.
De weg is uitgevoerd als tweestrooks-gebiedsontsluitingsweg met buiten de bebouwde kom een maximumsnelheid van 80 km/h. Tussen Serooskerke en Oostkapelle heet de weg Eeperkweg, Oostkapelseweg en Noordweg. Tussen Oostkapelle en Domburg heet de weg Domburgseweg, ten slotte draagt de weg tussen Domburg en Westkapelle de namen Schelpweg en Zeedijk.
Tussen Serooskerke en Domburg wordt de weg buiten de bebouwde kom beheerd door de provincie Zeeland. In de bebouwde kommen van Oostkapelle, Domburg en Westkapelle wordt de weg beheerd door de gemeente Veere. Tussen Domburg en Westkapelle wordt de weg beheerd door het Waterschap Zeeuwse Eilanden.
N62 · N69 · N251 · N252 · N253 · N254 · N255 · N256/A256 · N257 · N258 · N260 · N261 · N262 · N263 · N264 · N266 · N267 · N268 · N269 · N270/A270 · N271 · N272 · N273 · N274 · N275 · N276 · N277 · N278 · N279 · N280 · N281 · N282 · N283 · N284 · N285 · N286 · N287 · N288 · N289 · N290 · N291 · N292 · N293 · N294 · N295 · N296 · N296n · N297 · N298 · N300 · N321 · N322 · N324 · N329 · N389 · N394 · N395 · N396 · N397

N556 · N562 · N564 · N570 · N572 · N590 · N595 · N598 · N601 · N602 · N605 · N607 · N612 · N613 · N615 · N616 · N617 · N618 · N620 · N622 · N625 · N629 · N631 · N632 · N637 · N638 · N639 · N640 · N641 · N651 · N652 · N653 · N654 · N655 · N656 · N658 · N659 · N660 · N661 · N662 · N663 · N664 · N665 · N666 · N667 · N668 · N669 · N670 · N671 · N673 · N674 · N675 · N676 · N682 · N683 · N686 · N689 · N690 · N831 · N843

Voormalige provinciale wegen: N299 · N551 · N552 · N553 · N554 · N555 · N560 · N561 · N563 · N565 · N566 · N567 · N568 · N571 · N574 · N580 · N581 · N582 · N583 · N584 · N585 · N586 · N587 · N588 · N589 · N591 · N592 · N593 · N594 · N596 · N597 · N603 · N604 · N606 · N608 · N610 · N611 · N614 · N619 · N621 · N623 · N624 · N626 · N628 · N630 · N634 · N642 · N657